# Томас Гельвег
Томас Гельвег (дан. Thomas Helveg, нар. 24 червня 1971, Оденсе) — данський футболіст, що грав на позиції захисника. По завершенні ігрової кар'єри — футбольний тренер. 
Виступав, зокрема, за клуби «Оденсе», «Удінезе» та «Мілан», а також національну збірну Данії.
Чемпіон Данії. Дворазовий володар Кубка Данії. Чемпіон Італії. Володар Кубка Італії. Переможець Ліги чемпіонів УЄФА. 

## Клубна кар'єра
Вихованець футбольної школи клубу «Оденсе». Дорослу футбольну кар'єру розпочав 1989 року в основній команді того ж клубу, в якій провів чотири сезони, взявши участь у 103 матчах чемпіонату.  Більшість часу, проведеного у складі «Оденсе», був основним гравцем захисту команди.
Своєю грою за цю команду привернув увагу представників тренерського штабу клубу «Удінезе», до складу якого приєднався 1993 року. Відіграв за команду з Удіне наступні п'ять сезонів своєї ігрової кар'єри. Граючи у складі «Удінезе» також здебільшого виходив на поле в основному складі команди.
1998 року уклав контракт з клубом «Мілан», у складі якого провів наступні п'ять років своєї кар'єри гравця.  Тренерським штабом нового клубу також розглядався як гравець «основи».
Згодом з 2003 по 2007 рік грав у складі команд клубів «Інтернаціонале», «Норвіч Сіті» та «Боруссія» (Менхенгладбах).
Завершив професійну ігрову кар'єру у клубі «Оденсе», у складі якого вже виступав раніше. Прийшов до команди 2007 року, захищав її кольори до припинення виступів на професійному рівні у 2010.

## Виступи за збірну
1994 року дебютував в офіційних матчах у складі національної збірної Данії. Протягом кар'єри у національній команді, яка тривала 14 років, провів у формі головної команди країни 108 матчів, забивши 2 голи.
У складі збірної був учасником чемпіонату Європи 1996 року в Англії, чемпіонату світу 1998 року у Франції, чемпіонату Європи 2000 року у Бельгії та Нідерландах, чемпіонату світу 2002 року в Японії і Південній Кореї, а також чемпіонату Європи 2004 року у Португалії.

## Кар'єра тренера
Розпочав тренерську кар'єру невдовзі по завершенні кар'єри гравця, 2011 року, увійшовши до тренерського штабу клубу «Оденсе». Тут він працював до 2013 року.
Короткий час входив до ради директорів команди «Роскілле».
У травні 2020 увійшов до тренерського штабу Юнацької збірної Данії (U-19) .
| Дата       | Місто      | Господарі          | Результат | Гості       | Турнір                | Голи | Примітки |
| ---------- | ---------- | ------------------ | --------- | ----------- | --------------------- | ---- | -------- |
| 20/04/1994 | Копенгаген | Данія              | 3 – 1     | Угорщина    | товариський матч      | -    | 14'      |
| 26/05/1994 | Копенгаген | Данія              | 1 – 0     | Швеція      | товариський матч      | -    |          |
| 01/06/1994 | Осло       | Норвегія           | 2 – 1     | Данія       | товариський матч      | -    |          |
| 17/08/1994 | Копенгаген | Данія              | 2 – 1     | Фінляндія   | товариський матч      | -    |          |
| 07/09/1994 | Скоп'є     | Північна Македонія | 1 – 1     | Данія       | Відбір до ЧЄ 1996     | -    |          |
| 09/06/1996 | Шеффілд    | Данія              | 1 – 1     | Португалія  | ЧЄ 1996 - 1-й етап    | -    |          |
| 16/06/1996 | Шеффілд    | Хорватія           | 3 – 0     | Данія       | ЧЄ 1996 - 1-й етап    | -    | 46'      |
| 19/06/1996 | Шеффілд    | Туреччина          | 0 – 3     | Данія       | ЧЄ 1996 - 1-й етап    | -    |          |
| 09/10/1996 | Копенгаген | Данія              | 2 – 1     | Греція      | Відбір до ЧС 1998     | -    |          |
| 30/07/1997 | Копенгаген | Данія              | 4 – 0     | Словенія    | Відбір до ЧС 1998     | -    |          |
| 11/10/1997 | Афіни      | Греція             | 0 – 0     | Данія       | Відбір до ЧС 1998     | -    |          |
| 12/06/1998 | Ланс       | Саудівська Аравія  | 0 – 1     | Данія       | ЧС 1998 - 1-й етап    | -    |          |
| 18/06/1998 | Тулуза     | ПАР                | 1 – 1     | Данія       | ЧС 1998 - 1-й етап    | -    |          |
| 24/06/1998 | Ліон       | Франція            | 2 – 1     | Данія       | ЧС 1998 - 1-й етап    | -    |          |
| 28/06/1998 | Сен-Дені   | Нігерія            | 1 – 4     | Данія       | ЧС 1998 - 1/8 фіналу  | 1    |          |
| 03/07/1998 | Нант       | Бразилія           | 3 – 2     | Данія       | ЧС 1998 - чвертьфінал | -    | 87'      |
| 10/10/1998 | Копенгаген | Данія              | 1 – 2     | Уельс       | Відбір до ЧЄ 2000     | -    |          |
| 14/10/1998 | Цюрих      | Швейцарія          | 1 – 1     | Данія       | Відбір до ЧЄ 2000     | -    |          |
| 27/03/1999 | Копенгаген | Данія              | 1 – 2     | Італія      | Відбір до ЧЄ 2000     | -    |          |
| 04/09/1999 | Копенгаген | Данія              | 2 – 1     | Швейцарія   | Відбір до ЧЄ 2000     | -    |          |
| 13/11/1999 | Рамат-Ган  | Ізраїль            | 0 – 5     | Данія       | Відбір до ЧЄ 2000     | -    |          |
| 17/11/1999 | Копенгаген | Данія              | 3 – 0     | Ізраїль     | Відбір до ЧЄ 2000     | -    | 70'      |
| 16/06/2000 | Роттердам  | Данія              | 0 – 3     | Нідерланди  | ЧЄ 2000 - 1-й етап    | -    | 82'      |
| 21/06/2000 | Льєж       | Данія              | 0 – 2     | Чехія       | ЧЄ 2000 - 1-й етап    | -    |          |
| 02/09/2000 | Рейк'явік  | Ісландія           | 1 – 2     | Данія       | Відбір до ЧС 2002     | -    |          |
| 07/10/2000 | Белфаст    | Північна Ірландія  | 1 – 1     | Данія       | Відбір до ЧС 2002     | -    |          |
| 11/10/2000 | Копенгаген | Данія              | 1 – 1     | Болгарія    | Відбір до ЧС 2002     | -    |          |
| 06/10/2001 | Копенгаген | Данія              | 6 – 0     | Ісландія    | Відбір до ЧС 2002     | -    |          |
| 01/06/2002 | Ульсан     | Уругвай            | 1 – 2     | Данія       | ЧС 2002 - 1-й етап    | -    |          |
| 06/06/2002 | Тегу       | Данія              | 1 – 1     | Сенегал     | ЧС 2002 - 1-й етап    | -    |          |
| 11/06/2002 | Інчхон     | Данія              | 2 – 0     | Франція     | ЧС 2002 - 1-й етап    | -    |          |
| 07/09/2002 | Осло       | Норвегія           | 2 – 2     | Данія       | Відбір до ЧЄ 2004     | -    |          |
| 07/06/2003 | Копенгаген | Данія              | 1 – 0     | Норвегія    | Відбір до ЧЄ 2004     | -    |          |
| 14/06/2004 | Гімарайш   | Данія              | 0 – 0     | Італія      | ЧЄ 2004 - 1-й етап    | -    |          |
| 18/06/2004 | Брага      | Болгарія           | 0 – 2     | Данія       | ЧЄ 2004 - 1-й етап    | -    |          |
| 22/06/2004 | Порту      | Данія              | 2 – 2     | Швеція      | ЧЄ 2004 - 1-й етап    | -    |          |
| 27/06/2004 | Порту      | Чехія              | 3 – 0     | Данія       | ЧЄ 2004 - чвертьфінал | -    |          |
| 18/08/2004 | Познань    | Польща             | 1 – 5     | Данія       | товариський матч      | -    |          |
| 04/09/2004 | Копенгаген | Данія              | 1 – 1     | Україна     | Відбір до ЧС 2006     | -    |          |
| 09/10/2004 | Тирана     | Албанія            | 0 – 2     | Данія       | Відбір до ЧС 2006     | -    |          |
| 13/10/2004 | Копенгаген | Данія              | 1 – 1     | Туреччина   | Відбір до ЧС 2006     | -    |          |
| 26/03/2005 | Копенгаген | Данія              | 3 – 0     | Казахстан   | Відбір до ЧС 2006     | -    |          |
| 30/03/2005 | Київ       | Україна            | 1 – 0     | Данія       | Відбір до ЧС 2006     | -    |          |
| 08/06/2005 | Копенгаген | Данія              | 3 – 1     | Албанія     | Відбір до ЧС 2006     | -    |          |
| 03/09/2005 | Стамбул    | Туреччина          | 2 – 2     | Данія       | Відбір до ЧС 2006     | -    |          |
| 07/09/2005 | Копенгаген | Данія              | 6 – 1     | Грузія      | Відбір до ЧС 2006     | -    |          |
| 12/10/2005 | Алмати     | Казахстан          | 1 – 2     | Данія       | Відбір до ЧС 2006     | -    | 88'      |
| 27/05/2006 | Орхус      | Данія              | 1 – 1     | Парагвай    | товариський матч      | -    |          |
| 31/05/2006 | Ланс       | Франція            | 2 – 0     | Данія       | товариський матч      | -    |          |
| 16/08/2006 | Оденсе     | Данія              | 2 – 0     | Польща      | товариський матч      | -    | 52'      |
| 01/09/2006 | Копенгаген | Данія              | 4 – 2     | Португалія  | товариський матч      | -    | 72'      |
| 06/09/2006 | Рейк'явік  | Ісландія           | 0 – 2     | Данія       | Відбір до ЧЄ 2008     | -    | 90'      |
| 15/11/2006 | Прага      | Чехія              | 1 – 1     | Данія       | товариський матч      | -    |          |
| 08/09/2007 | Стокгольм  | Швеція             | 0 – 0     | Данія       | товариський матч      | -    |          |
| 12/09/2007 | Орхус      | Данія              | 4 – 0     | Ліхтенштейн | товариський матч      | -    |          |
| 13/10/2007 | Орхус      | Данія              | 1 – 3     | Іспанія     | Відбір до ЧЄ 2008     | -    |          |
| 17/10/2007 | Копенгаген | Данія              | 3 – 1     | Латвія      | Відбір до ЧЄ 2008     | -    |          |
| Усього     |            | Матчів (4 місце)   | 108       |             | Голів                 | 2    |          |

## Титули і досягнення

### Командні
- Чемпіон Данії (1):

«Оденсе»:  1989
- Володар Кубка Данії (3):

«Оденсе»:  1990-91, 1992-93, 2006–07
- Чемпіон Італії (1):

«Мілан»:  1998–99
- Володар Кубка Італії (1):

«Мілан»:  2002–03
- Переможець Ліги чемпіонів УЄФА (1):

«Мілан»:  2002–03

### Особисті
- Данський футболіст року (1):

1994